# Berjhab
Berjhab (tiếng Ả Rập: برجهاب) là một ngôi làng Syria nằm ở Ariha Nahiyah ở huyện Ariha, Idlib. Theo Cục Thống kê Trung ương Syria (CBS), Berjhab có dân số 619 người trong cuộc điều tra dân số năm 2004.